# Rouvroy (Pas-de-Calais)
Rouvroy település Franciaországban, Pas-de-Calais megyében. Lakosainak száma 8675 fő (2022. január 1.). Rouvroy Billy-Montigny, Acheville, Bois-Bernard, Drocourt, Hénin-Beaumont és Méricourt községekkel határos.

## Népesség
A település népessége az elmúlt években az alábbi módon változott:
| Lakosok száma | 8604 | 8657 | 8738 | 8738 | 8912 | 8945 | 8925 | 8797 | 8675 |
|               | 2013 | 2015 | 2016 | 2017 | 2018 | 2019 | 2020 | 2021 | 2022 |